# 審榮
審榮，魏郡人，東漢末期人物，審配兄子，袁尚部下，為東門校尉。素與辛毗交好，因審配殺死辛毗兄長辛評全家而對審配不滿。建安九年（204年），曹操圍袁尚根據地鄴日久，8月2日，審榮夜間引兵入城，審配拒絕投降被斬。

## 評價
- 審配：「小兒不足用乃至此！」